# اشکوب ۲ کامبرین
| سامانه    | ردیف        | اشکوب       | میلیون سال پیش |
| --------- | ----------- | ----------- | -------------- |
| اردوویسین | زیرین       | ترمادوسین   | → پس از آن     |
| کامبرین   | فورونجین    | اشکوب دهم   | ۴۸۵,۴–۴۸۹٬۵    |
| کامبرین   | فورونجین    | ژیانگشانین  | ۴۸۹٬۵-۴۹۴      |
| کامبرین   | فورونجین    | پایبین      | ۴۹۴–۴۹۷        |
| کامبرین   | میائولینگین | گوژانگین    | ۴۹۷–۵۰۰٬۵      |
| کامبرین   | میائولینگین | درومین      | ۵۰۰٬۵-۵۰۴٬۵    |
| کامبرین   | میائولینگین | وولیوئن     | ۵۰۴٬۵–۵۰۹      |
| کامبرین   | ردیف دوم    | اشکوب چهارم | ۵۰۹–۵۱۴        |
| کامبرین   | ردیف دوم    | اشکوب سوم   | ۵۱۴-۵۲۱        |
| کامبرین   | ترنووین     | اشکوب دوم   | ۵۲۱-۵۲۹        |
| کامبرین   | ترنووین     | فورتونین    | ۵۲۹–۵۴۱٬۰      |
| ادیاکاران | ادیاکاران   | ادیاکاران   | → پیش از آن    |

اشکوب ۲ کامبرین (انگلیسی: Cambrian Stage 2) اشکوب بالایی ردیف ترنووین است که هنوز نام‌گذاری نشده است. این اشکوب بر روی فورتونین و در زیر اشکوب ۳ کامبرین قرار دارد. هیچ‌یک از مرزهای بالا و پایین این اشکوب به‌طور رسمی توسط کمیسیون بین‌المللی چینه‌شناسی به صورت رسمی مورد تایید و تصویب قرار نگرفته است. مرز زیرین پیشنهادی این اشکوب پیدایش سنگواره‌های صدفی کوچک گونه‌های کهن‌جامان یا نرم‌تنان در حدود ۵۲۹ میلیون سال پیش است. مرز بالایی پیشنهادی این اشکوب نیز ممکن است با نخستین پیدایش تریلوبیت در حدود ۵۲۱ میلیون سال پیش برابر باشد.